# Call Me by Your Name
Call Me by Your Name (Brasil: Me Chame Pelo Seu Nome / Portugal: Chama-me Pelo Teu Nome) é um filme de drama de 2017, dirigido por Luca Guadagnino e escrito por James Ivory, baseado na obra homônima de André Aciman. É o terceiro e último ato da trilogia "Desire" de Guadagnino, seguido de I Am Love (2009) e A Bigger Splash (2015). Estrelado por Timothée Chalamet, Armie Hammer e Michael Stuhlbarg, teve sua primeira exibição no Festival de Cinema de Sundance em 22 de janeiro de 2017. Tendo como cenário o norte da Itália em 1983, Call Me by Your Name centra-se no romance entre Elio Perlman (Timothée Chalamet), um adolescente de 17 anos vivendo na Itália, e o assistente acadêmico Oliver (Armie Hammer), de origem americana.
O filme vinha sendo desenvolvido desde 2007, quando os produtores Peter Spears e Howard Rosenman adquiriram os direitos de uma adaptação da obra de Aciman. James Ivory inicialmente iria co-dirigir o filme, porém acabou por trabalhar no roteiro e co-produção. Guadagnino, que atuou como consultor de locação, tornou-se diretor solo em 2016. O filme foi financiado através de uma variedade de fontes internacionais. A fotografia principal teve lugar em Crema, Itália em maio e junho de 2016. O diretor de fotografia Sayombhu Mukdeeprom rodou o filme em 35 mm.
Antes da premier mundial no Sundance Film Festival, em 22 de janeiro de 2017, Call Me by Your Name foi distribuído pela Sony Pictures Classics. Teve sua estreia no Reino Unido em 27 de outubro de 2017 e nos Estados Unidos em 24 de novembro de 2017 e em Portugal a 18 de Janeiro de 2018. No Brasil, a estreia é prevista para 18 de janeiro de 2018. O filme foi aclamado pela crítica especializada, que elogiou as atuações, roteiro, direção e música. Foi considerado como um dos 10 melhores filmes do ano pelo National Board of Review e American Film Institute. Na 75ª edição da Premiação do Globo de Ouro, foi nomeado como Melhor Filme de Drama, Melhor Ator em Filme de Drama para Timothée Chalamet, e Melhor Ator Coadjuvante para Armie Hammer. Na 24ª edição da Premiação Screen Actors Guild, foi nomeado para Melhor Performance de Ator Principal para Chalamet. Além de indicação para quatro Oscar, sendo eles: Melhor Filme, Melhor Ator para Chalamet, de 22 anos (o terceiro mais jovem indicado na categoria), Melhor Música Original e Melhor Roteiro Adaptado, vencendo esse último. Desde então, é agora considerado um dos melhores filmes do século XXI.

## Enredo
Estamos no Verão de 1983. Elio, um italiano judeu de 17 anos, vive com os seus pais na zona rural do Norte de Itália. O pai de Elio, professor de arqueologia, convida um estudante de 24 anos, Oliver, que também é judeu, a viver com a família durante o Verão e a ajudar com a sua papelada académica. Elio, um bibliófilo introspectivo e músico talentoso, pensa inicialmente que tem pouco em comum com Oliver, que parece confiante e despreocupado. Elio passa grande parte do Verão a ler, a tocar piano, e a sair com os seus amigos de infância, Chiara e Marzia. Durante uma partida de voleibol, Oliver toca nas costas de Elio como sinal de interesse, mas Elio escova-o. No entanto, Elio sente ciúmes mais tarde ao ver Oliver perseguir Chiara.
Elio e Oliver passam mais tempo juntos, fazendo longas caminhadas pela cidade, e acompanhando o pai de Elio numa viagem arqueológica. Elio sente-se cada vez mais atraído por Oliver, chegando mesmo a esgueirar-se ao quarto de Oliver para cheirar a sua roupa. Elio acaba por confessar os seus sentimentos a Oliver, que fica boquiaberto e lhe diz que não podem discutir tais coisas. Mais tarde, num local isolado, os dois beijam-se pela primeira vez. Oliver está relutante em levar as coisas mais longe e eles não falam durante vários dias.
Elio sai num encontro com Marzia e os dois fazem sexo. Elio deixa um bilhete para Oliver acabar com o seu silêncio. Oliver escreve de volta, pedindo a Elio que se encontre com ele à meia-noite. Elio concorda e eles dormem juntos pela primeira vez. No rescaldo imediato, Oliver diz a Elio: "Chama-me pelo teu nome e eu chamo-te pelo meu". Na manhã seguinte, Elio está brevemente em conflito sobre o seu encontro e tira a sua frustração sexual masturbando-se com um pêssego. Chora sobre o pouco tempo que lhe resta com Oliver. Marzia confronta Elio depois de não ter ouvido falar dele durante três dias. Ele oferece uma resposta fria, deixando-a com o coração partido.
Quando se aproxima o fim da estadia de Oliver, ele e Elio vêem-se ambos ultrapassados pela incerteza e pelo desejo. Os pais de Elio, que estão particularmente conscientes da ligação entre os dois mas não a abordam abertamente, recomendam que ele e Oliver visitem Bergamo juntos antes de Oliver regressar a casa nos Estados Unidos. Elio, de coração partido após a partida de Oliver, telefona à sua mãe e pede-lhe que o vá buscar à estação de comboios e o leve para casa. Marzia está solidária com os sentimentos de Elio e diz que quer continuar amiga. O pai de Elio, observando a sua profunda tristeza, diz-lhe que estava consciente da sua relação com Oliver e confessa que quase teve uma relação semelhante na sua própria juventude. Ele exorta Elio a aprender com a sua dor e a crescer, em vez de apenas seguir em frente demasiado depressa.
Durante Hanukkah, Oliver telefona à família de Elio para lhes dizer que está noivo para casar. Um Elio chateado chama Oliver pelo seu nome e Oliver responde com o seu, ele também menciona que se lembra de tudo. Após a chamada, Elio senta-se junto à lareira e olha fixamente para as chamas, lembrando-se com lágrimas, enquanto os seus pais e o pessoal da casa preparam um jantar de férias.

## Trilha sonora
Com duas músicas originais para o filme - "Mystery of Love" e "Visions of Gideon" - compostas por Sufjan Stevens, que se inspirou no roteiro, no livro e nas conversas que teve com Guadagnino sobre os personagens, o álbum contém faixas em francês e italiano, se adequando ao local, na Riviera italiana. As músicas premiadas estarão no vinil com 10 mil cópias limitadas, lançado em 28 de abril de 2018.
A música "Mystery of Love" foi indicada a vários prêmios, incluindo o Oscar e o Globo de Ouro na categoria "canção original".

## Elenco
- Timothée Chalamet - Elio Perlman
- Armie Hammer - Oliver
- Michael Stuhlbarg - Mr. Perlman
- Amira Casar - Annella Perlman
- Esther Garrel - Marzia
- Victoire Du Bois - Chiara
- Vanda Capriolo - Mafalda
- Antonio Rimoldi - Anchise
- Elena Bucci - Art Historian
- Marco Sgrosso - Nico
- André Aciman - Mounir
- Peter Spears - Isaac

## Resposta crítica
Em sua estreia no Festival Sundance de Cinema, Call Me by Your Name foi aplaudido de pé. Quando foi exibido no Alice Tully Hall como parte do Festival de Cinema de Nova Iorque, recebeu uma ovação de dez minutos, a mais longa da história do festival. No agregador de críticas Rotten Tomatoes, o filme tem um índice de aprovação de 94% com base em 368 críticas, com uma classificação média de 8,7/10. O consenso crítico do site diz: "Call Me by Your Name oferece um retrato melancólico e comovente do primeiro amor, interpretado com empatia por Timothée Chalamet e Armie Hammer." Foi o lançamento limitado com melhor avaliação e o segundo filme de romance com melhor avaliação de 2017 no site. No Metacritic, o filme tem uma pontuação média ponderada de 94 em 100, com base em 53 críticos, indicando "aclamação universal". Foi o quinto filme com melhor classificação do ano no Metacritic.

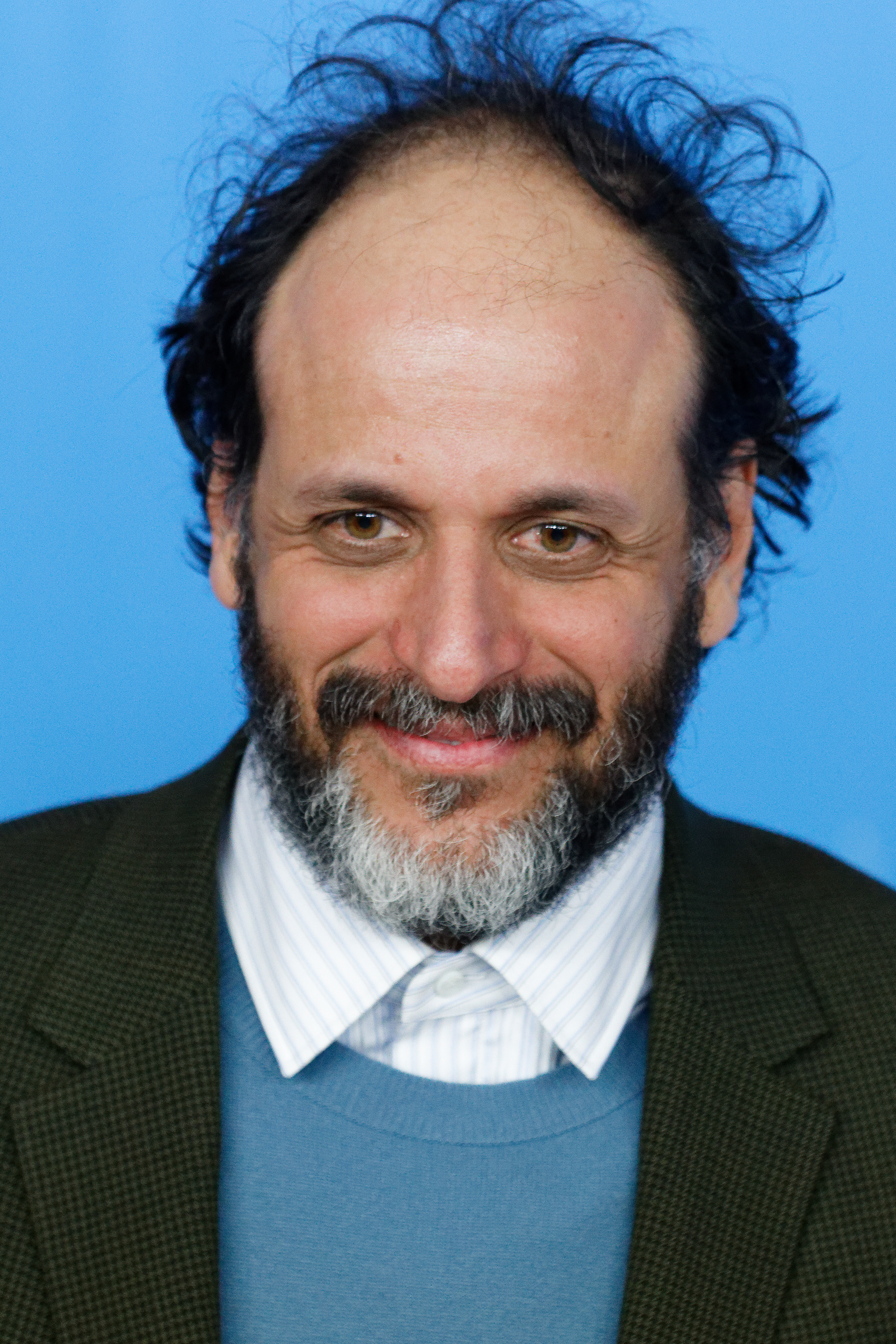
A direção de Guadagnino foi particularmente elogiada pela crítica.

Escrevendo para o The Hollywood Reporter, Boyd van Hoeij descreveu Call Me by Your Name como uma adaptação "extremamente sensual... íntima e penetrantemente honesta" do romance de Aciman e chamou a atuação de Chalamet de "o verdadeiro avanço do filme". Peter Debruge, da Variety acredita que o filme "avança o cânone do cinema gay" ao retratar "uma história de primeiro amor ... que transcende a dinâmica do mesmo sexo de seu casal central". Comparou a direção "sensual" de Guadagnino com os filmes de Pedro Almodóvar e François Ozon e colocou Call Me by Your Name "no mesmo nível do melhor de seus trabalhos". David Ehrlich, do IndieWire, também elogiou a direção de Guadagnino, que, segundo ele, ajudou o filme a "combinar a arte e a empatia" de Carol (2015) e Moonlight (2016). Sam Adams, da BBC, escreveu que a atuação de Stuhlbarg "coloca uma moldura em torno da pintura do filme e abre caminhos que talvez não tenhamos pensado em explorar", e chamou-a de "uma das melhores" até hoje. Ele exaltou o filme como um dos "muitos filmes que atraíram com tanto sucesso tanto o intelectual quanto o erótico desde o apogeu de Patrice Chéreau e André Téchiné".
Ty Burr, do The Boston Globe deu ao filme três estrelas e meia, elogiou o diretor por "ampliar seu abraço à humanidade ao mesmo tempo em que atinge novos patamares de felicidade cinematográfica" e disse que o filme "pode ser uma fantasia, mas é adorável e sábio." David Morgan, da CBS, elogiou a cinematografia, o design de produção e o figurino por "tornarem o verão da década de 1980 palpavelmente vivo novamente". Ele considerou o personagem de Stuhlbarg "o pai mais inovador da história do cinema". Richard Lawson escreveu que a adaptação de Guadagnino "foi feita com amor verdadeiro, com boas intenções, com clareza de coração e intelecto proposital e despretensioso" e a saudou como um "clássico gay moderno" em sua crítica da Vanity Fair. Michael Phillips do Chicago Tribune ficou satisfeito com os interesses visuais "maravilhosamente paradoxais" do diretor e disse que as canções de Stevens "funcionam como mágica em sua simpatia em relação ao despertar emocional de Elio". Ele elogiou o desempenho de Hammer como "um dos melhores trabalhos de respiração mais fácil e relaxado de sua carreira".
The Economist notou a tensão "entre dor e prazer" no filme e elogiou Chalamet, dizendo que ele "evoca tantos tons de humanidade, retratando um caminho de autodescoberta juvenil que é mais cru, desequilibrado e, em última análise, honesto do que muitos atores poderia administrar". Kate Taylor do The Globe and Mail, que deu ao filme duas estrelas e meia, também gostou do esforço de Chalamet em capturar "o primeiro amor e seu inevitável desgosto" e disse que o "idílio multilíngue, quase pré-AIDS não força a credulidade... mas pode testar a paciência". Ken Eisner, do The Georgia Straight disse que "os excessos líricos de Guadagnino ... podem alternar descontroladamente entre o poeticamente incisivo e o indulgentemente absurdo." Em uma crítica negativa, Kyle Turner do Paste escreveu: "Os detalhes do filme são pequenos demais para qualquer pessoa, talvez particularmente uma pessoa queer, ver", uma distância visual que "sugere que o filme, no início, está tão apavorado quanto Elio inicialmente. Ele nunca supera essa hesitação. Armond White, do Out chamou o filme de "comercialismo covarde" e uma "fantasia superburguesa" que "explora as necessidades românticas do público queer, empacotando-as e falsificando-as".

### Representação da diferença de idade em um relacionamento sexual
A representação do filme de uma relação sexual com disparidade de idade entre os personagens Elio e Oliver atraiu comentários e críticas - especialmente nos Estados Unidos, onde a menor idade legal de consentimento é maior do que na Itália. Elio, de 17 anos, foi interpretado por Chalamet, que tinha 20 anos na época das filmagens, enquanto Oliver, de 24 anos, foi interpretado por Hammer, então com 30 anos. O apresentador do Queer Eye Karamo Brown, criticou o filme por glorificar a agressão sexual e disse: "parece um homem adulto fazendo sexo com um menino". A autora Cheyenne Montgomery disse que ficou perturbada com o fato de um dos protagonistas ser retratado como um menino e o outro como um homem, dizendo: "Elio é retratado como uma criança: ele raspa a penugem de pêssego do rosto, ele abraça com seus pais, suas falas costumam ser meio malcriadas e infantis, e ele está sendo interpretado como um parceiro romântico sexy de um personagem que está sendo retratado como um adulto." Os médicos Renee Sorrentino e Jack Turban escreveram no Psychiatric Times:
Este filme é sobre predação sexual. Oliver parece muito mais velho do que sua idade relatada de 24 anos, enquanto Elio parece um jovem muito jovem de 17 anos. A disparidade de poder no relacionamento é clara. Elio é frágil e sexualmente ingênuo. Oliver é experiente e diretivo no relacionamento. ... É apropriado que um jovem de 24 anos com experiência em bebida faça sexo com um jovem de 17 anos embriagado e vomitando?
Um artigo da The Advocate, uma revista de interesse LGBT, chamou a atenção para outros filmes narrativos que retratam relacionamentos heterossexuais com diferenças de idade semelhantes ou maiores, como entre a adolescente Scarlett O'Hara e Rhett Butler, de 33 anos, em Gone with the Wind.

### Base de fãs
O filme ganhou uma grande base de fãs internacionais. Durante o festival de cinema, as pessoas cruzaram fronteiras e oceanos para serem as primeiras a ver o filme. Em 2018, foi publicado um livro de Barb Mirell, que coletou histórias de fãs de todo o mundo sobre o que o filme significou para eles. No início de 2018, o filme atraiu seguidores na China entre mulheres heterossexuais, que o viam como um romance ocidental de "boys' love", evidenciado por sua popularidade na rede social chinesa e no banco de dados de mídia Douban.
Depois que um fã italiano publicou as coordenadas dos locais de filmagem, visitar Crema tornou-se algo semelhante a uma peregrinação religiosa para os fãs do filme. A cidade de Crema agora oferece passeios oficiais.

## Prêmios e indicações
Call Me by Your Name foi selecionado pelo National Board of Review e pelo American Film Institute como um dos 10 melhores filmes do ano. Recebeu oito indicações no Critics' Choice Awards, incluindo Melhor Diretor, Melhor Ator, Melhor Ator Coadjuvante, Melhor Roteiro Adaptado e Melhor Cinematografia. Liderou os Independent Spirit Awards com a maioria das nomeações, conquistando seis, entre eles Melhor Filme, Melhor Diretor, Melhor Ator, Melhor Ator Coadjuvante, Melhor Cinematografia e Melhor Edição. No 75º Globo de Ouro, foi indicado para o Melhor filme de Drama, Melhor Ator em filme de Drama para Chalamet e Melhor Ator Coadjuvante para Hammer.
Call Me by Your Name ganhou o Grande Prêmio no Festival Chéries-Chéris. O Festival de Cinema de Lisboa e Estoril premiou o filme com o NOS Audience Award, e Chalamet recebeu o prêmio de Melhor Ator no New York Film Critics Circle. O Gotham Independent Film Awards e o Hollywood Film Awards concederam a Chalamet seus Breakout Actor Awards.
Foi indicado ao Oscar em quatro categorias: Melhor Filme, Melhor Música Original, Melhor Ator e Melhor Roteiro Adaptado, vencendo esse último.

## Sequência
Guadagnino considerou a ideia de uma sequência desde a estreia do filme no Sundance, quando percebeu que os personagens "poderiam ultrapassar os limites do filme".
Durante o Festival de Cinema de Londres de 2017, o diretor afirmou que espera fazer uma sequência do filme em 2020, sugerindo que poderia ser no estilo de The Adventures of Antoine Doinel de Antoine Doinel e da trilogia Before de Richard Linklater, enquanto contava a história de Oliver e Elio à medida que envelheciam. "Se eu igualasse a idade de Elio no filme com a idade de Timothée, em três anos, Timothée terá 25 anos, assim como Elio no momento em que a segunda história foi definida." disse ele. No livro, Elio e Oliver reúnem-se 15 anos depois, quando Oliver é casado. Guadagnino disse que Elio provavelmente não seria gay na possível sequência: "Eu não acho que Elio necessariamente se tornará um homem gay. Ele ainda não encontrou seu lugar. Posso dizer-lhe que eu acredito que ele começaria um relacionamento intenso com Marzia novamente.". O diretor também está interessado no enredo político de 1990, dizendo que "seria o início da era Berlusconi na Itália e significaria lidar com a Guerra do Iraque". O diretor também quer fazer múltiplas sequências, onde o público poderia "ver esses atores envelhecerem, incorporando esses personagens". Hammer e Chalamet manifestaram interesse em participar da sequência.
Em 2018, Luca Guadagnino informou que tem interesse de trazer Dakota Jonhson para o elenco, interpretando a esposa de Oliver. No dia 3 de dezembro do mesmo ano, Aciman confirmou estar escrevendo uma continuação para o livro de 2007. Sendo lançado em outubro de 2019, intitulado Me Encontre, o livro sequência narra a vida de Elio, Oliver e Sr. Perlman após os eventos do verão de 1983.